# NGC 4156
NGC 4156 (другие обозначения — UGC 7173, MCG 7-25-45, ZWG 215.47, KCPG 325, PGC 38773) — спиральная галактика с перемычкой (SBb) в созвездии Гончие Псы.
Этот объект входит в число перечисленных в оригинальной редакции «Нового общего каталога».
В галактике вспыхнула сверхновая SN 1974A. Её пиковая видимая звёздная величина составила 20.